# Island in Between
Island in Between (em chinês:  金門) é um documentário em curta-metragem taiwanês-estadunidense de 2023 dirigido por S. Leo Chiang. O filme trata sobre a ilha de Kinmen, uma ilha taiwanesa não muito longe da costa da República Popular da China, onde todas as tensões políticas entre os dois países são claramente sentidas.

## Lançamento
O filme estreou no Festival Internacional de Cinema do Havaí em 29 de setembro de 2023, e os direitos foram adquiridos pelo The New York Times, que lançou o filme como parte de sua série de documentários Op-Docs. Em 2024, recebeu uma indicação ao Oscar de melhor documentário de curta-metragem. Foi o primeiro documentário taiwanês a ser indicado ao Oscar.

## Prêmios e indicações
| Premiação | Data de cerimônia   | Categoria                             | Recipiente(s)              | Resultado | Ref.  |
| --------- | ------------------- | ------------------------------------- | -------------------------- | --------- | ----- |
| Oscar     | 10 de março de 2024 | Melhor documentário em curta-metragem | S. Leo Chiang e Jean Tsien | Pendente  | [ 6 ] |